# Остуни
Остуни (итал. Ostuni) — итальянский город, расположенный на Салентинском полуострове в провинции Бриндизи, приблизительно в 5 км от берега Адриатического моря (где находится его гавань Вилланова, в древности известная как Петролла). 
«Белый город» Остуни — один из живописнейших городков и основных туристических пунктов Апулии, ставший в начале XXI века центром притяжения для тех британских пенсионеров, которые стремятся провести остаток жизни в мягком климате. 
Помимо обслуживания туристов, местные жители заняты возделыванием олив и винограда сорта Оттавьянелло, из которого вырабатывается розовое вино. Покровителями коммуны почитаются святой Оронций (празднование 26 августа) и священномученик Власий Севастийский.

## История и достопримечательности

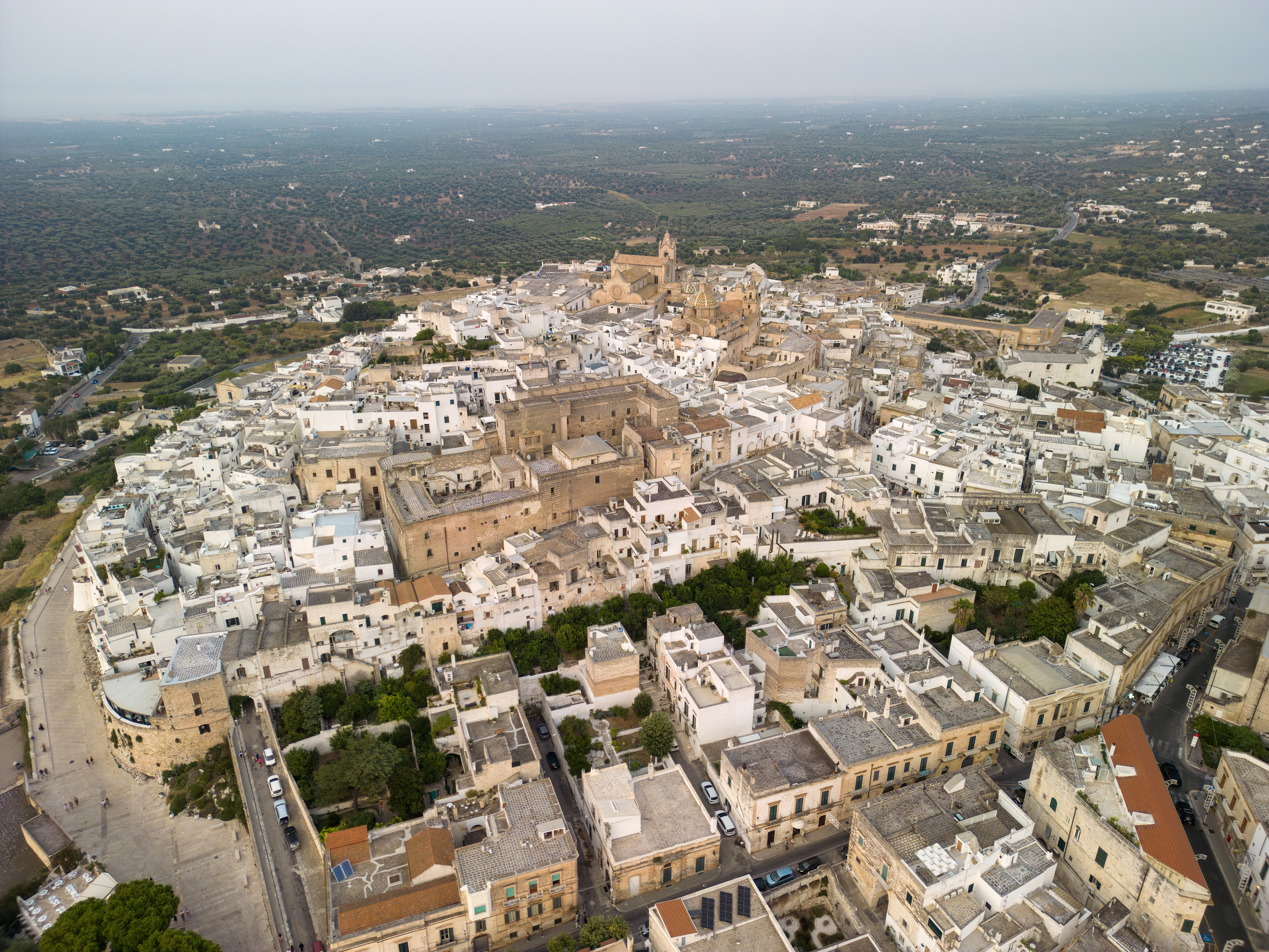
Остуни с высоты птичьего полёта

«Старый город» (квартал исторической застройки) расположен на 230-метровом холме, откуда легко просматриваются все окрестности. Норманны первыми обнесли этот холм стенами, которые были усилены и перестроены Фридрихом II Штауфеном. В XIV—XV веках Остуни входил в княжество Таранто.
После смерти Изабеллы Миланской унаследован её дочерью, польской королевой Боной. При ней побережье было укреплено (в 1539 г.) оборонительными башнями на случай высадки турок, а численность городского населения превысила
17 000 человек. Век спустя город был передан Филиппом IV в счёт уплаты долгов местным банкирам, после чего стал постепенно приходить в упадок.
Для предотвращения чумы горожане в XVII веке начали белить дома известью, обладающей дезинфицирующими свойствами. Этому обычаю Остуни обязан своим прозвищем «белого города». Избавлению от чумы посвящён один из символов города — колонна в честь Святого Оронция работы Джузеппе Греко (1771). 
Главная достопримечательность — собор Успения Девы Марии, к которому примыкает резиденция местного епископа. Также интерес для туристов представляют приморские оборонительные башни и средневековые укреплённые фермы, разбросанные в окрестностях.

## Демография
Динамика населения: